# Hucho ishikawae
A Hucho ishikawae a sugarasúszójú halak (Actinopterygii) osztályának lazacalakúak (Salmoniformes) rendjébe, ezen belül a lazacfélék (Salmonidae) családjába tartozó faj.

## Előfordulása
A Hucho ishikawae előfordulási területe Ázsiában van. A Koreai-félszigeten levő Am-nok, Dok-ro, Weon-ju és Jang-jin folyókban található meg.

## Megjelenése
Az eddig kifogott legnagyobb példány 50 centiméteres volt. A hátúszóján és a farok alatti úszóján nincsenek tüskék, azonban az előbbin 11 sugár van, míg az utóbbin 10 sugár látható.

## Életmódja
A sebes vizű kisebb folyókat és patakokat kedveli, ahol a homokos vagy kavicsos meder közelében tartózkodik.